# 南塔坤

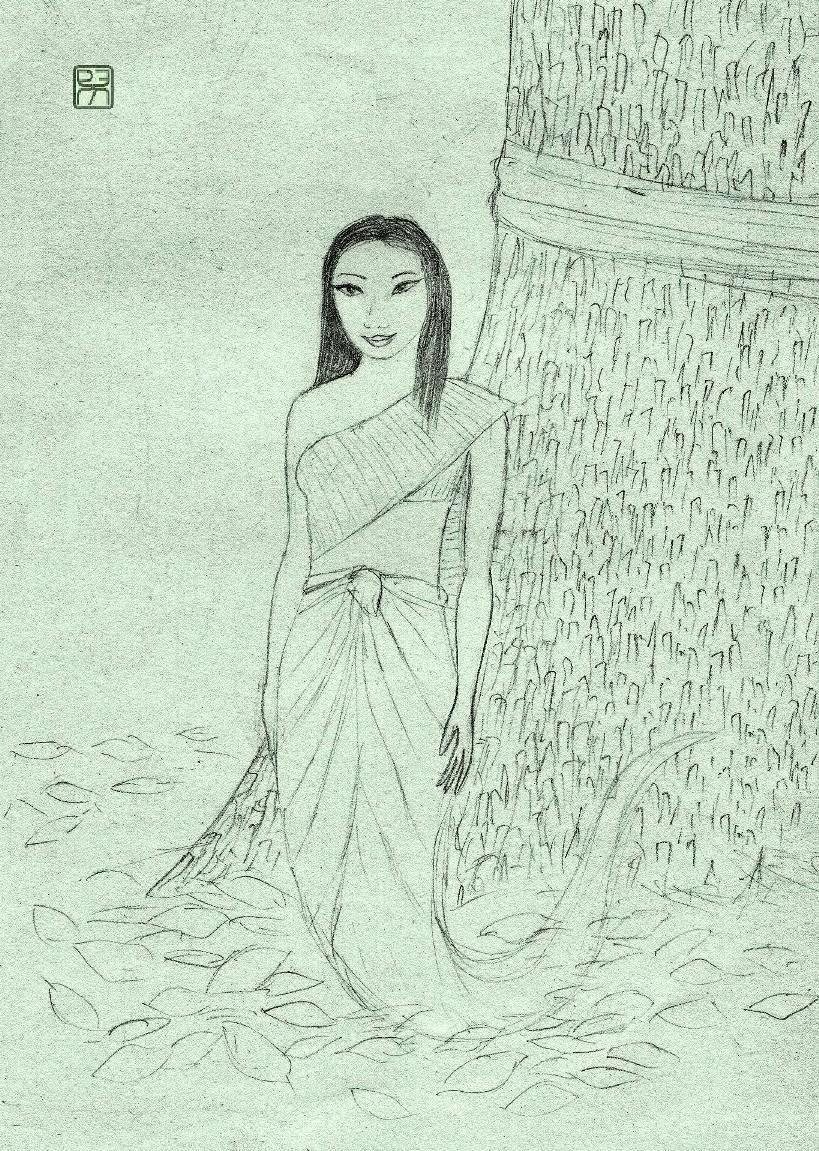
南塔坤

南塔坤，是泰國民間傳說中的女精靈。通常在香坡壘樹前現身。

## 傳說
南塔坤即樹的女人，是泰國民間傳說一種與樹相關的精靈或仙女。在泰國口頭傳說中，南塔坤住在森林中的香坡壘樹中，有時是一個穿紅色或棕色傳統泰國服裝的美麗年輕女子。她可能傷害靠近她居住的樹的邪惡或不道德的人，但正直的人則沒有什麼可怕。
這種樹在泰國幾乎從來沒有被砍伐為木材，因為會使南塔坤憤怒，除了用作興建寺院，因在那裡僧侶的功德足以消弭她的憤怒。傳統上，南塔坤居住的那棵香坡壘樹的樹幹會上包裹著一些彩色的緞布，是為了保護古老的樹木不被砍伐。如果不得不砍樹，則必須舉行特別的儀式來請求許可。

## 寺院與神壇

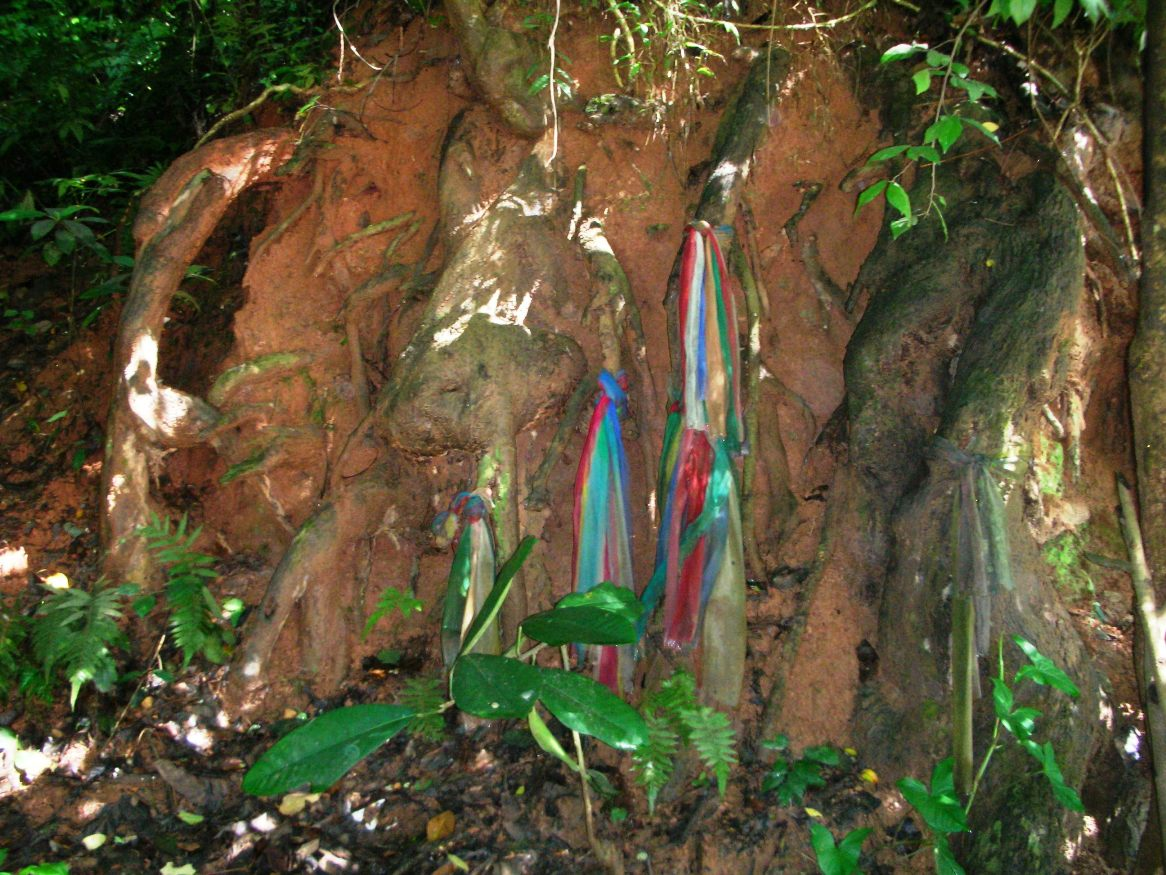

在泰國的一些地方，南塔坤是一個受歡迎的樹神。信徒把奇蹟歸功於她的力量，不僅活著的樹木，還有原木。在目前泰國，南塔坤被認為可提高彩票中獎率。
大多數南塔坤的神壇相當低調，但有一些可在北標府和夜功府發現，它們通常也在佛教寺院中。